# Jordi Lardín
Jordi Lardín Cruz (Esparreguera, Barcelona, 4 de junio de 1973) es un exfutbolista español que jugó en las filas del Espanyol y Atlético de Madrid, entre otros clubes.

## Historia
Lardín comenzó a jugar a fútbol en su localidad natal de Esparreguera, y tras destacar entre las categorías juveniles fue fichado por el Espanyol para que recalase en su cantera de futbolistas. Más tarde comenzaría a ser convocado por el primer equipo, y aprovechó el descenso del Espanyol en la temporada 92-93 para pasar a ser indiscutible en las alineaciones del club, bajo la tutela de José Antonio Camacho, y posteriormente se convirtió en uno de los destacados del equipo ya en Primera División. Ahí demostraría su velocidad y desmarque (fue apodado por la grada de Sarriá como Speedy) y su capacidad goleadora. En la campaña 1994-95 anotó 12 goles, y esa cifra aumentó a 17 en la temporada siguiente.
Fichó para la temporada 1997-98 con el Atlético de Madrid por un valor de 1.500 millones de pesetas y comienza a destacar en sus primeros encuentros con el equipo colchonero. Sin embargo, a los pocos meses en el Atlético, Lardín tuvo un accidente de coche. El jugador, que se acababa de comprar un Mercedes Benz que conducía su hermano, tuvo un accidente en la Nacional II el 8 de octubre que, a pesar de dejar el automóvil "siniestro total", causó daños leves a sus ocupantes. Lardín tuvo desde entonces problemas con el cuello que acarreó durante el resto de la temporada. El accidente no le evitó debutar con la Selección Española en noviembre de 1997.
Su rendimiento en las siguientes temporadas comenzó a bajar, pasando a ser un jugador de recambio. Cuando el Atlético descendió a Segunda División, Lardín fue cedido a su anterior club, el Espanyol, con la esperanza de que recuperase su buen juego de antaño. Sin embargo, jugó pocos partidos en el equipo barcelonés. Tras ser cedido en la temporada 2001-02 al Xerez Club Deportivo, Lardín anunció la rescisión de su contrato con el Atlético y su intención de retirarse del fútbol en activo, con tan solo 29 años.
Lardín volvería a jugar 2 años después partidos profesionales al recalar en las filas del CD Leganés de Segunda División B en la temporada 2004-05. Tras terminar la misma, anunció su retirada del fútbol profesional. Al poco tiempo se marchó a  un modesto club barcelonés de Primera Regional, el CE Esparreguera.
Dedica los fines de semana a una liga universitaria de veteranos, donde comparte vestuario con otras viejas glorias del RCD Espanyol, como Rafa Marañón , Lucas de Gispert o Fernando Molinos.

## Trayectoria como jugador
| Club                 | País   | Año         |
| -------------------- | ------ | ----------- |
| RCD Espanyol         | España | 1992 - 1997 |
| Atlético de Madrid   | España | 1997 - 2000 |
| RCD Espanyol         | España | 2001        |
| Xerez Club Deportivo | España | 2001 - 2002 |
| CD Leganés           | España | 2004 - 2005 |
| CE Esparreguera      | España | 2005 - 2008 |

## Trayectoria como director deportivo
| Club         | País   | Año         |
| ------------ | ------ | ----------- |
| RCD Espanyol | España | 2016 - 2018 |